# Boquila trifoliolata
Boquila trifoliolata là một loài thực vật có hoa trong họ Lardizabalaceae. Loài này được (DC.) Decne. mô tả khoa học đầu tiên năm 1839.